# Koga Issaku

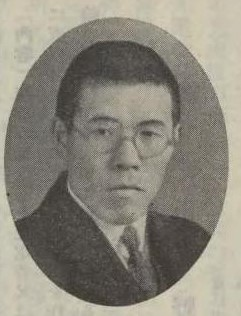
Koga Issaku (1937)

Koga Issaku (japanisch 古賀 逸策, im Ausland auch Issac Koga; geboren 5. Dezember 1899 in Tosu (Präfektur Saga); gestorben 2. September 1982) war ein japanischer Elektroingenieur.

## Leben und Wirken
Koga Issaku machte 1923 seinen Abschluss an der Universität Tōkyō. Als 1929 die Tōkyō Kōgyō Daigaku neu eingerichtet wurde, wurde er dort Assistenzprofessor und 1939 Professor. Da die drahtlose Telekommunikation sich schnell weiter entwickelte und die Nachfrage nach einem stabilen Schwingungsgenerator anstieg, begann Koge mit dem Studium von Quarzkristallen.
1932 veröffentlichte Koga seine Untersuchungen zur Stabilität von Quarz-basieren Hochfrequenzreglern. Er hatte herausgefunden, dass beim sogenannten R1-Schnitt des Quarzes die Temperaturabhängigkeit der Frequenz fast null ist und dass damit ein deutlich verbessertes Produkt  zur Stabilisierung Hochfrequenzanlagen und auch für andere Anwendungen, wie Quarzuhren möglich ist. 1937 baute Koga eine Quarz-gesteuerte Uhr für die Sternwarte Tōkyō.  Bis heute wird fast ausschließlich der R1-Schnitt genutzt.
1944 übernahm Koga zusätzlich eine Professur an der Universität Tōkyō und wurde dort 1958 Dekan der Fakultät für Ingenieurwissenschaften. Er wurde von beiden Universitäten als „Meiyo Kyōju“ verabschiedet.
1948 wurde Koga Mitglied in der  Akademie der Wissenschaften. 1963 wurde er als Person mit besonderen kulturellen Verdiensten geehrt und im selben Jahr mit dem Kulturorden ausgezeichnet.
Nach seinem Tode stiftete die Union Radio-Scientifique Internationale (URSI) die „Koga Isaac Medaille“ für junge Wissenschaftler. 1984 wurde Motoichi Ohtsu mit der Medaille ausgezeichnet.